# The Family Way (banda sonora)
The Family Way es una banda sonora del músico británico Paul McCartney, publicada por la compañía discográfica Decca Records en enero de 1967. El álbum es la banda sonora del largometraje The Family Way, dirigido por Roy Boulting y protagonizado por Hayley Mills, y está acreditado a «The George Martin Orchestra». Un sencillo de 45 RPM, también acreditado a The George Martin Orchestra, fue publicado el 23 de diciembre de 1966 con los temas «Love in the Open Air» y «Theme From 'The Family Way'».
La grabación de The Family Way tuvo lugar entre noviembre y diciembre de 1966, antes de que The Beatles comenzasen a grabar Sgt. Pepper's Lonely Hearts Club Band. Según el autor Howard Sounes, la involucración de McCartney en el proyecto fue mínima, pero fue durante el periodo del 19 de septiembre al 25 de octubre de 1966 que McCartney hizo parte de la melodía, con George Martin diciendo que «tenía que molestar a Paul para el desecho más breve de una melodía» con la que comenzar a escribir la partitura. Después de que McCartney le diera «un pequeño trozo de una melodía de vals», Martin dijo: «Tuve la oportunidad de terminar la partitura».
Aunque The Family Way fue publicado en enero de 1967, la mayoría de críticos y biógrafos citan el álbum de George Harrison Wonderwall Music, también una banda sonora, como el primer disco en solitario de un beatle. A diferencia de The Family Way, Harrison dirigió y produjo la grabación de Wonderwall Music, además de tocar en el álbum.
The Family Way fue reeditado en disco compacto en 2003 en formato mono. En 2011, Varese Vintage publicó una nueva versión remasterizada de la banda sonora que incluyó la música original de la cinta, remasterizada a partir de las primeras cintas maestras en estéreo, e incluyó una mezcla inédita en estéreo de «A Theme From 'The Family Way'» como tema extra, solo publicado como cara B de un sencillo en 1966.
The Family Way ganó un Premio Ivor Novello en 1967.

## Lista de canciones
Todas las canciones escritas y compuestas por Paul McCartney y George Martin. 
| N.º | Título             | Duración |  |
| 1.  | «Variation No. 1»  | 3:14     |  |
| 2.  | «Variation No. 2»  | 2:01     |  |
| 3.  | «Variation No. 3»  | 2:00     |  |
| 4.  | «Variation No. 4»  | 2:59     |  |
| 5.  | «Variation No. 5»  | 2:25     |  |
| 6.  | «Variation No. 6»  | 0:52     |  |
| 7.  | «Variation No. 7»  | 3:18     |  |
| 8.  | «Variation No. 8»  | 2:51     |  |
| 9.  | «Variation No. 9»  | 2:50     |  |
| 10. | «Variation No. 10» | 2:00     |  |
| 11. | «Variation No. 11» | 1:48     |  |
| 12. | «Variation No. 12» | 2:30     |  |
| 13. | «Variation No. 13» | 1:48     |  |